# Pale (Bósnia)
Pale (em Alfabeto cirílico: Пале) é uma cidade da Bósnia e Herzegovina que adquiriu notoriedade durante as guerras de desintegração da Iugoslávia no período 1992-1995, quando foi capital "de facto" da República Sérvia da Bósnia. Está situada a dez km a noroeste de Sarajevo, capital da Bósnia e Herzegovina.

## História
Sua história está intimamente ligada à História da Bósnia e Herzegovina, tendo sido dominada desde o século XII por Sérvios, Croatas, Venezianos,  Bizantinos, Húngaros, Otomanos, Império Austro-Húngaro até a independência do Reino dos Sérvios, Croatas e Eslovenos da qual fez parte.. Foi dominada pela Alemanha Nazista, fazendo depois parte da Iugoslávia até 1991.
Com a Guerra da Bósnia  passou a ser capital  "de facto" da República Sérvia da Bósnia contra aqueles cuja capital era Sarajevo, cidade que sofreu um longo cerco que iniciou em 6 de abril de 1992 e terminou em 1995 com o Acordo de Dayton, que selou a paz no país.

## População
No Censo de 1991, a municipalidade de ‘’Pale’’ tinha 16.310 residentes, incluindo: 
- 11.269 Sérvios
- 4.356 bosníacos, muçulmanos de Bósnia
- 394 iugoslavos
- 126 croatas
- 165 de outras nacionalidades

A cidade de Pale em si tinha uma população de 6.797 pessoas, incluindo: 
- 4.915 Sérvios
- 4.356 bosníacos, muçulmanos de Bósnia
- 271 iugoslavos
- 88 croatas
- 85 de outras nacionalidades

Durante a guerra de 1992-1995, a população de Pale passou de cerca de 6 mil para 20 mil habitantes, na sua maioria sérvios. Hoje em dia, desde logo depois do Acordo de Dayton, os habitantes são cerca de 30 mil, já que para Pale se transferiram muitos sérvios que viviam em  Sarajevo.